# Großer Preis von Frankreich 1914

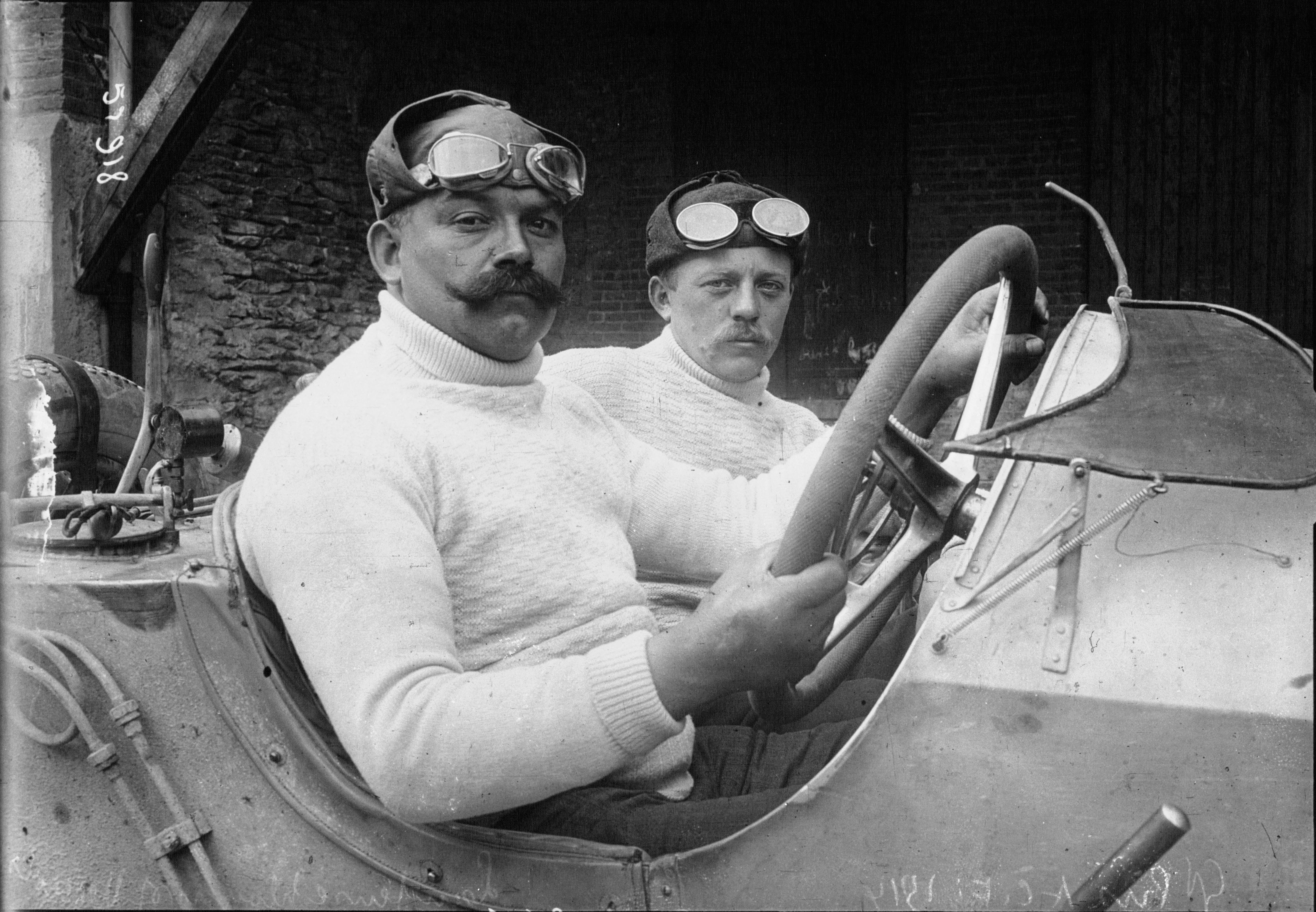
Rennsieger Christian Friedrich Lautenschlager mit seinem Mechaniker und Beifahrer Ernst Hemminger

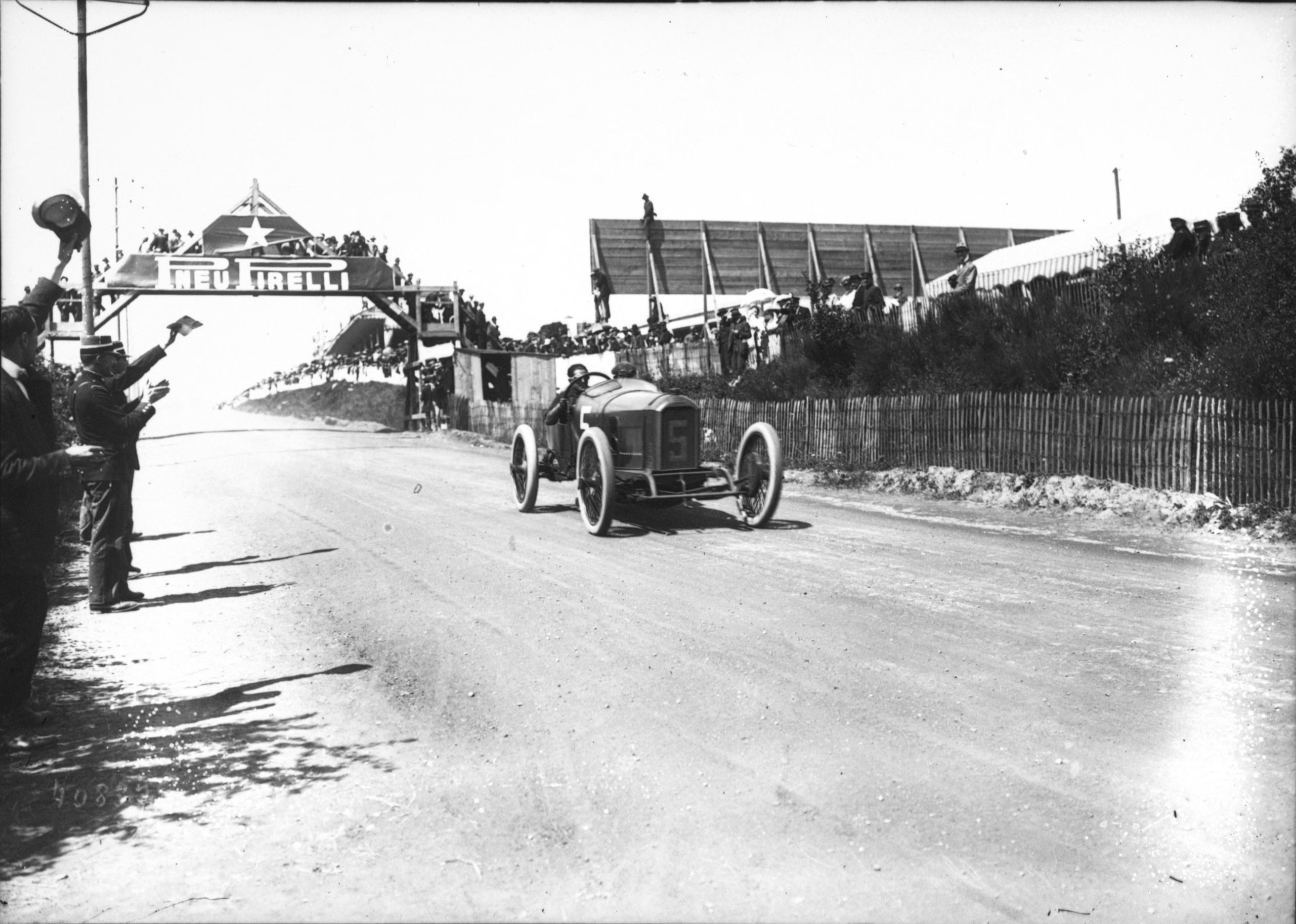
Der bis knapp vor Rennende führende Georges Boillot im Peugeot

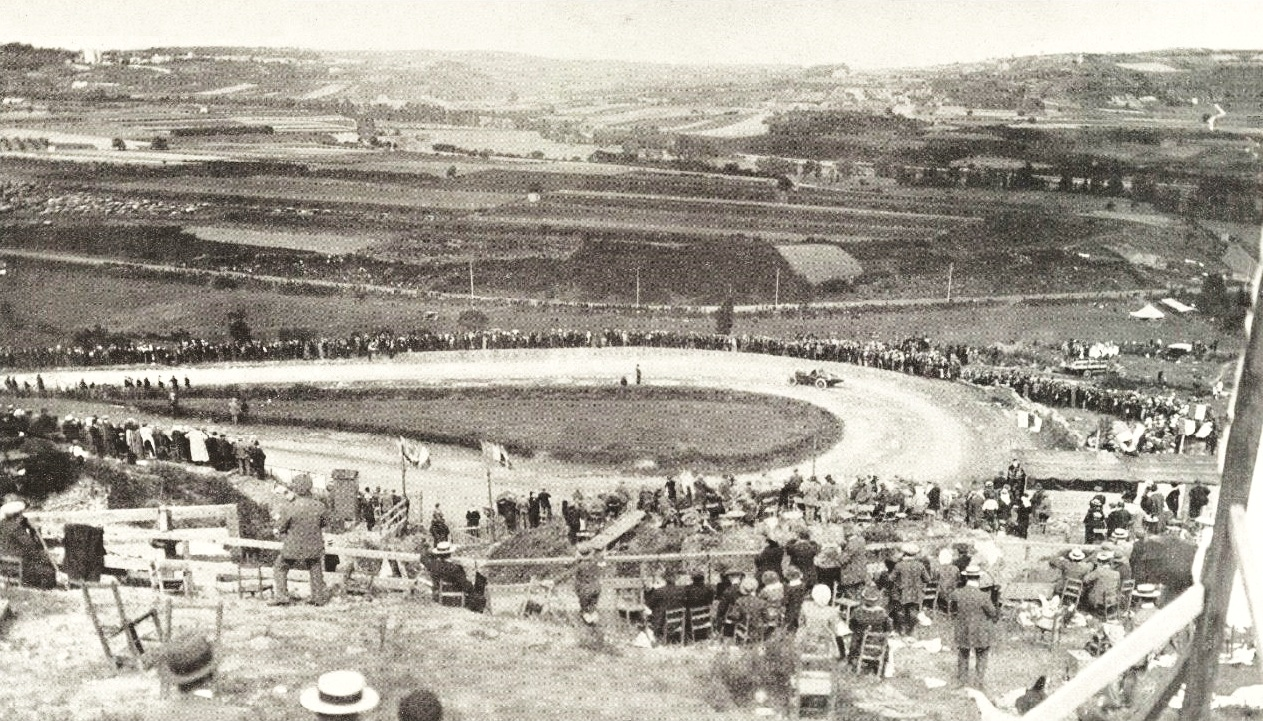
Impression von der Strecke

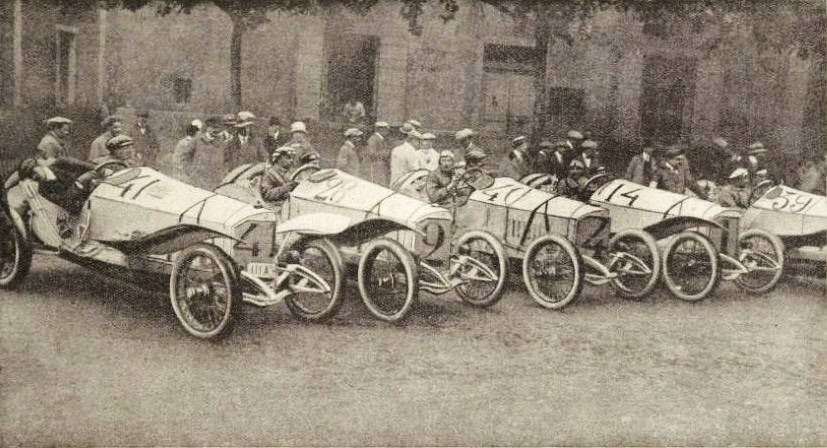
Das Daimler-Team: von links nach rechts Théodore Pilette, Christian Lautenschlager, Louis Wagner, Max Sailer und Otto Salzer

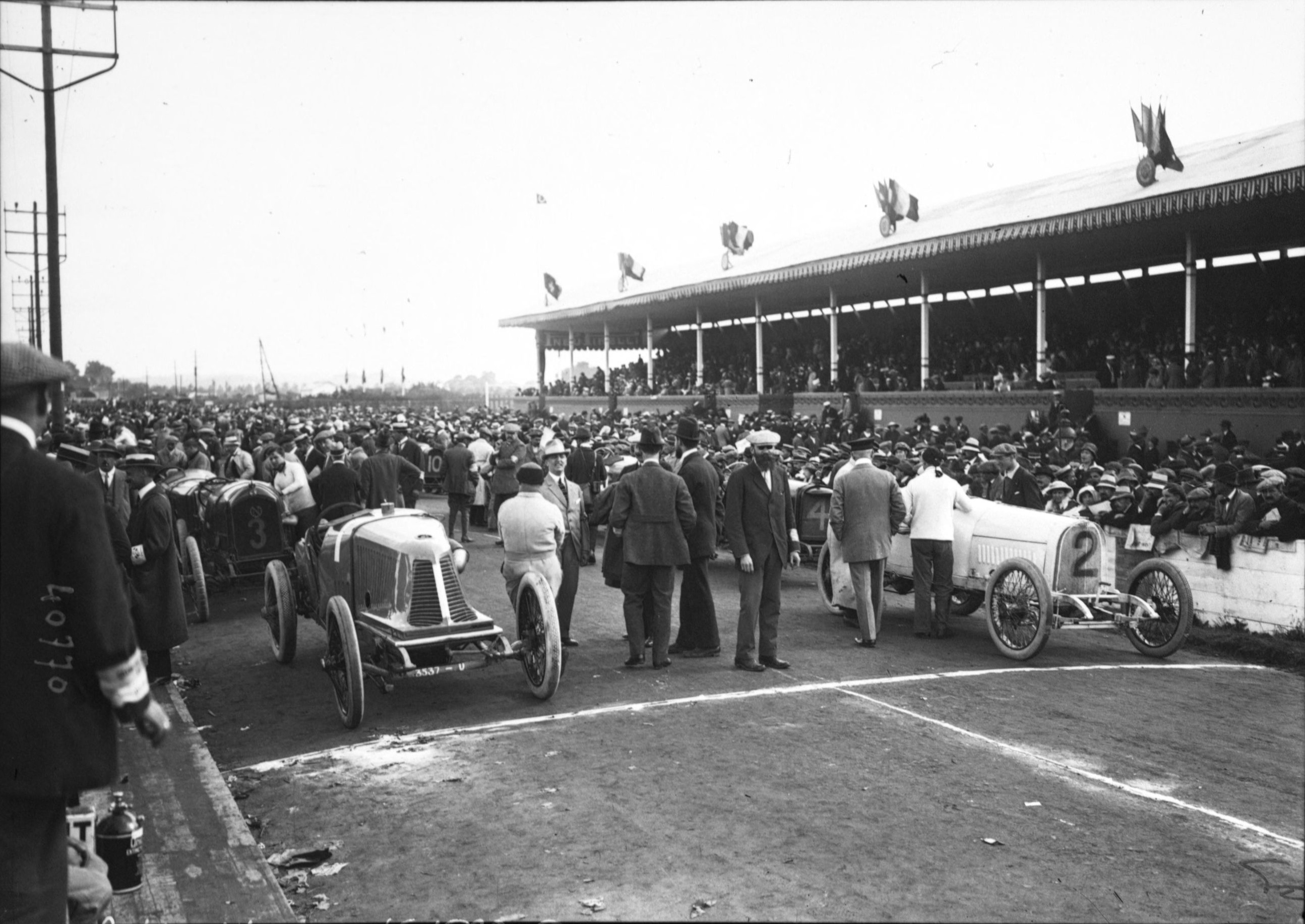
Start zum Großen Preis von Frankreich 1914

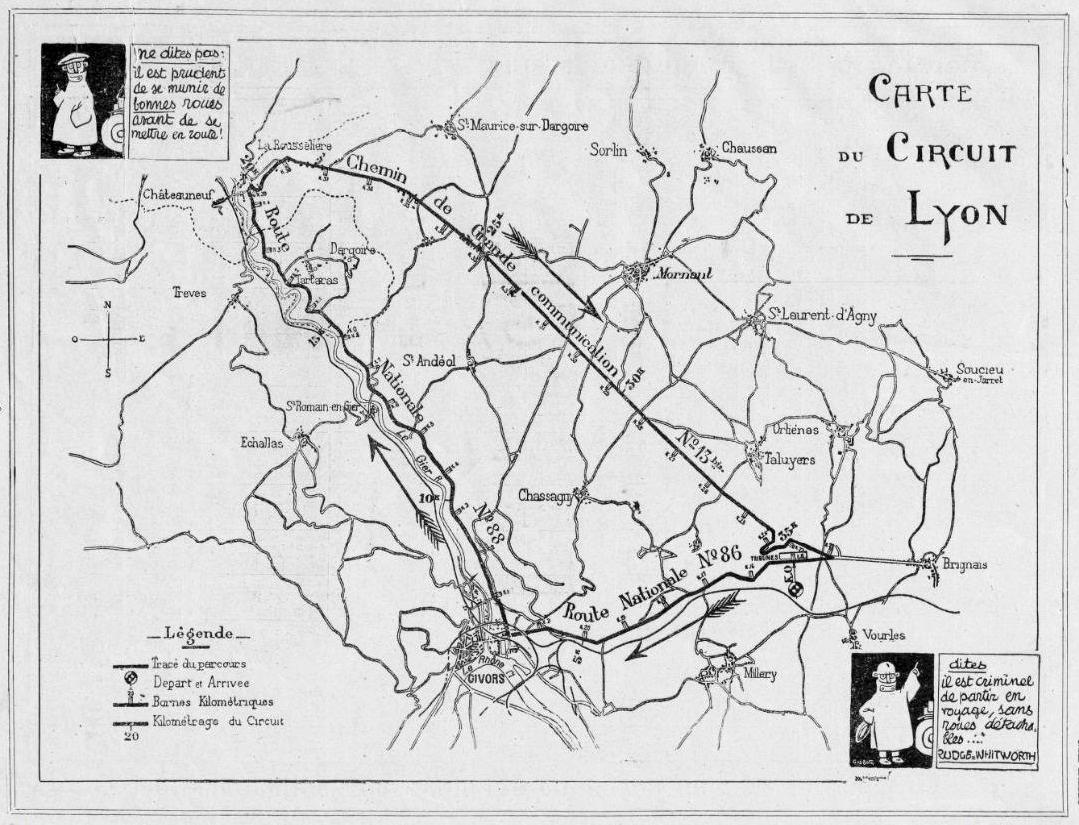
Der Circuit de Lyon

Der sechste – nach heutiger Zählweise XIV. Große Preis von Frankreich (XIV Grand Prix de l’Automobile Club de France) fand am 4. Juli 1914 auf dem Circuit de Lyon statt. Das Rennen wurde gemäß der geltenden Grand-Prix-Formel (4,5 Liter Hubraum, 1100 kg Maximalgewicht) über 20 Runden à 37,629 km ausgetragen, was einer Gesamtdistanz von 752,58 km entsprach.
Sieger wurde wie schon 1908 Christian Friedrich Lautenschlager auf Mercedes.

## Rennen
Das Rennen von 1914 wurde im Nachhinein oft als der größte Grand Prix aller Zeiten bezeichnet. In der Tat stellte das Rennen nicht nur wegen seines dramatischen Verlaufs den Höhepunkt der bisherigen Grand-Prix-Geschichte dar, sondern stach auch in anderer Hinsicht vielfach hervor. Bereits die äußeren Umstände waren außergewöhnlich. Nur eine Woche zuvor hatte das Attentat von Sarajevo auf den österreichischen Thronfolger Franz Ferdinand stattgefunden, dennoch konnte zum Zeitpunkt des Rennens noch niemand wirklich ahnen, dass in wenigen Wochen ganz Europa vom Ersten Weltkrieg erfasst werden würde.
In diesem spannungsgeladenen Sommer 1914 versammelte sich nach dem letzten wirklich großen Rennen von 1908 endlich wieder einmal nahezu alles, was im Automobilsport Rang und Namen hatte – darunter alle bisherigen Grand-Prix-Sieger. Der Automobile Club de France hatte entschieden, seinen Grand Prix zum ersten Mal nicht im Norden des Landes auszutragen, sondern wählte stattdessen einen neuen, 37,6 km langen Kurs bei Givors, etwa 20 km von Lyon entfernt. Auch die Rennformel wurde erneut geändert, wodurch die Karten noch einmal völlig neu gemischt wurden. In der ersten Hubraumformel der Grand-Prix-Geschichte wurde der Zylinderinhalt einheitlich auf 4500 cm³ bei einem maximalen Wagengewicht von 1100 kg beschränkt, um auf diese Weise eine hohe Leistungsdichte unter den Teilnehmern zu erreichen. Ebenfalls mehr Spannung im Rennen bewirken sollte eine Änderung des Austragungsmodus. Zum ersten Mal bei einem Grand Prix wurden die Wagen nicht einzeln, sondern paarweise und in Zeitabständen von nur 30 Sekunden ins Rennen geschickt, ein bedeutender Schritt auf dem Weg zum echten Massenstart.
Klarer Favorit des Rennens war nach den Siegen in den beiden vorangegangenen Jahren und als Vorreiter bei der Motorentechnik natürlich Peugeot mit dem großen Georges Boillot als Fahrer, der allgemein als der beste Rennfahrer galt und in seinem Heimatland mittlerweile zu einem wahren Volkshelden geworden war. Trotz des Tods von Paolo Zuccarelli, einer seiner großen Führungspersönlichkeiten, hatte das Team um die verbliebenen drei „Charlatans“ – Konstrukteur Ernest Henry und die beiden Spitzenfahrer Boillot und Goux – die Wagen noch einmal weiterentwickelt und nun erstmals mit Bremsen an allen vier Rädern ausgestattet. Im Hinblick auf die lange Gerade hatte man außerdem das Fahrzeugheck mitsamt der dort untergebrachten Ersatzräder mit einer besonders strömungsgünstigen Verkleidung versehen. Auch die Motoren wurden noch einmal modernisiert und natürlich auch im Hubraum auf das vom Reglement erlaubte Maß reduziert, wobei sich der dritte Fahrer im Team, Victor Rigal mit einer etwas älteren und leistungsschwächeren Version zufriedengeben musste.
Als aussichtsreichster Konkurrent galt im Vorfeld des Rennens Delage, Peugeots langjähriger Hauptgegner in den Voiturette-Rennen, der zuvor beim Rennen in Indianapolis bereits die Oberhand behalten hatte. Das neue Grand-Prix-Modell Delage Type S war nun ebenfalls mit DOHC-Motor, desmodromische Ventilsteuerung und Vierradbremsen ausgerüstet. Als Fahrer setzte man weiterhin auf das bewährte Duo Paul Bablot und Albert Guyot, dazu noch der erfahrene Arthur Duray. Aber auch die anderen Hersteller hatten mittlerweile technologisch aufgeholt bzw. zum Teil sogar zu Peugeot nahezu aufgeschlossen. Die Modelle von Sunbeam und der belgischen Marke Nagant waren sogar praktisch Peugeot-Kopien, und mit Vauxhall setzte noch ein weiteres Team Motoren mit zwei obenliegenden Nockenwellen ein. Auch der Rest des Feldes von insgesamt 37 Wagen verfügte jetzt – mit Ausnahme der beiden Wagen des Schweizer Herstellers Pic-Pic mit ihren Schiebermotoren – zumindest über OHC-Motoren, seitlich gesteuerte Ventile hatten endgültig ausgedient. Vierradbremsen waren außerdem auch an den Wagen von Fiat und Pic-Pic noch zu finden. Viele Wagen hatten außerdem nun gekröpfte Rahmen mit unterhalb der Achsen angebrachten Federn, wodurch die Wagen niedriger wurden und insgesamt auch die Stirnfläche reduziert wurde.
Vor allem die Rückkehr von Mercedes – nach den Siegen von 1903 und 1908 praktisch die Verkörperung Deutschlands im Automobilsport – veränderte aber den Charakter des Rennens vollkommen. Mehr als nur ein bloßer Wettbewerb zwischen verschiedenen Automobilmarken wurde es dadurch auch zum Kampf um nationales Prestige und zum Ausdruck der Erzrivalität zwischen Frankreich und Deutschland über den Motorsport hinaus. Wie schon 1908 verzichtete Mercedes dabei auf die absolute Spitzentechnologie und setzte dafür auf das bewährte Erfolgskonzept aus konsequentem Leichtbau, optimaler Abstimmung an die Gegebenheiten der Strecke und einer perfekten Organisation, was generell zum Markenzeichen von Mercedes im Rennsport wurde. Die bedeutendste Neuerung war dabei die aus dem Flugmotorenbau übernommene Verwendung von vier einzelnen Stahlzylindern mit aufgeschweißten Kühlwassermänteln und Kurbelwellengehäuse aus Aluminium. Allein durch diese Maßnahme konnte das Motorengewicht gegenüber den ansonsten allgemein üblichen gusseisernen Blöcken halbiert werden. Einen zusätzlichen Gewichtsvorteil brachte der Verzicht auf Vorderradbremsen, was sich gleichzeitig auch positiv auf die ungefederten Massen und somit auf die Straßenlage auswirkte. In ausgiebigen Testfahrten wurden außerdem bereits Monate vor dem Rennen die für den Kurs am besten passenden Getriebeübersetzungen ermittelt und schließlich führte Mercedes auch als erster Rennstall überhaupt eine Rennstrategie ein, bei der die Fahrer die Vorgabe bekamen, nicht erst einen Reifenschaden abzuwarten, sondern auf etwa halber Distanz des Rennens auf alle Fälle einen planmäßigen Reifenwechsel einzulegen, um so insgesamt einen größeren Zeitverlust zu vermeiden. Mercedes war dabei auch der einzige Rennstall, der die erlaubte Anzahl von fünf Wagen pro Team voll ausschöpfte. Als Fahrer für die mit ihren spitz zulaufenden Kühlern auch optisch ungemein rassig wirkenden Wagen wurden natürlich wieder der Sieger von 1908, Christian Lautenschlager, sowie Stammfahrer Otto Salzer ausgewählt, dazu der erfahrene französische Grand-Prix-Pilot Louis Wagner und der belgische Generalimporteur für Mercedes-Wagen, Théodore Pilette. Den letzten Wagen steuerte der Leiter des Teams selbst, Max Sailer, ein junger Ingenieur, der als Fahrer aber noch völlig unerfahren war.
Somit waren alle Voraussetzungen für ein großartiges Rennen gegeben, das seitdem oft als der größte Grand Prix aller Zeiten bezeichnet wurde. Schon zehn Tage vorher war das Rennen komplett ausverkauft und am Renntag versammelten sich bei extremer Sommerhitze 300.000 Zuschauer um den 37,6 km langen Kurs – einer Kombination aus kurvenreichen Passagen und einem etwa 10 km langen nahezu geraden Abschnitt – der von den insgesamt 37 Teilnehmern von 13 Teams aus sechs Ländern bei einer Gesamtstrecke von 752,6 km zwanzig Mal zum umrunden war. Vom Start weg legte Mercedes-Neuling Max Sailer dabei ohne jede Rücksicht auf irgendwelche Verschleißerscheinungen an seinem Wagen ein enormes Tempo vor. Ob er dabei aus Unerfahrenheit so handelte, oder gemäß einer vorab festgelegten Teamtaktik, wie es in der Literatur vielfach heißt, mag dahingestellt bleiben, jedoch gelang es ihm auf diese Weise, die Konkurrenten frühzeitig aus der Reserve zu locken. Insbesondere als Sailer den 90 Sekunden vor ihm gestarteten Boillot bei dessen ersten Boxenstopp in der vierten Runde auf der Strecke passierte, wurde endgültig klar, dass der ehrgeizige Franzose die maschinelle Überlegenheit der Mercedes nur dadurch kompensieren konnte, indem er seinen Wagen bis über die Grenze der Belastbarkeit beanspruchte. Dabei zeigte sich, dass sich gerade die vermeintliche Vorteile des Peugeots geradezu ins Gegenteil verkehrten: Durch die allzu ausladende Heckverkleidung mit den darin untergebrachten Ersatzrädern war das Fahrverhalten in den Kurven beeinträchtigt und die Belastung der ohnehin zu höherem Verschleiß neigenden Dunlop-Reifen wurde durch die Vierradbremsen noch zusätzlich erhöht. So musste Boillot bereits in der sechsten Runde – gerade als Sailer seinen Wagen mit endgültig überdrehtem Motor abstellen musste – schon wieder Reifen wechseln. Zwar konnte er dabei die eben erst ererbte Führung behaupten, doch lag der wie immer eher kontrolliert und beständig fahrende Lautenschlager ab jetzt immer nur noch zwischen einer halben und drei Minuten hinter ihm. Dahinter kämpften mit Goux und Wagner wiederum Peugeot und Mercedes um Platz drei, während Sunbeam, Fiat und insbesondere die enttäuschenden Delage bereits weiter zurück lagen. In Runde wurde Lautenschlager bei seinem geplanten Reifenwechsel jedoch länger als erwartet aufgehalten, so dass Boillot seinen Vorsprung trotz eines weiteren Boxenhalts sogar noch weiter ausbauen konnte. Wagner hingegen hatte in der Zwischenzeit Goux überholt, der bald auch noch hinter Salzer zurückfiel. Die drei Mercedes-Fahrer erhöhten nun kontinuierlich den Druck auf den immer noch in Führung liegenden Boillot und Lautenschlager hatte nach einem weiteren Reifenhalt des führenden Peugeots in Runde 17 nur noch ganze 14 Sekunden Rückstand. Ausgangs der folgenden Runde lag er dann bereits vorn und das dramatische Rennen erreichte in der letzten Runde seinen für Boillot tragischen Höhepunkt, dessen weit über Gebühr beanspruchter Peugeot sich immer mehr in seine Teile zerlegte. In der – für den Franzosen beinahe typischen Dramatik – ohne funktionierende Vorderradbremsen und mit einer aus ihrer Verankerung gelöster Lenkung fahrend musste er schließlich unter – so wird berichtet – Tränen der Ohnmacht zusehen, wie die Mercedes-Fahrer an seinem gestrandeten Peugeot vorbei zum Dreifachsieg fuhren. In der letzten Runde des Rennens hatte der hoffnungslos überdrehte Motor schließlich mit Ventilbruch den Geist aufgegeben. Lautenschlager, der seinen französischen Gegner bis dahin auf der Strecke nie zu Gesicht bekommen hatte, fuhr nach etwas über sieben Stunden mit einem Gesamtschnitt von 105,55 km/h mit 1:36 Minuten Vorsprung vor seinen Teamkollegen Wagner und 4:57 Minuten vor Salzer zum Entsetzen des Publikums als Sieger über die Linie. Lautenschlagers zweiter Sieg in seinem zweiten Grand Prix bedeutete gleichzeitig auch das Ende des „heroischen Zeitalters“ im Automobilsport. Vier Wochen später herrschte Krieg.

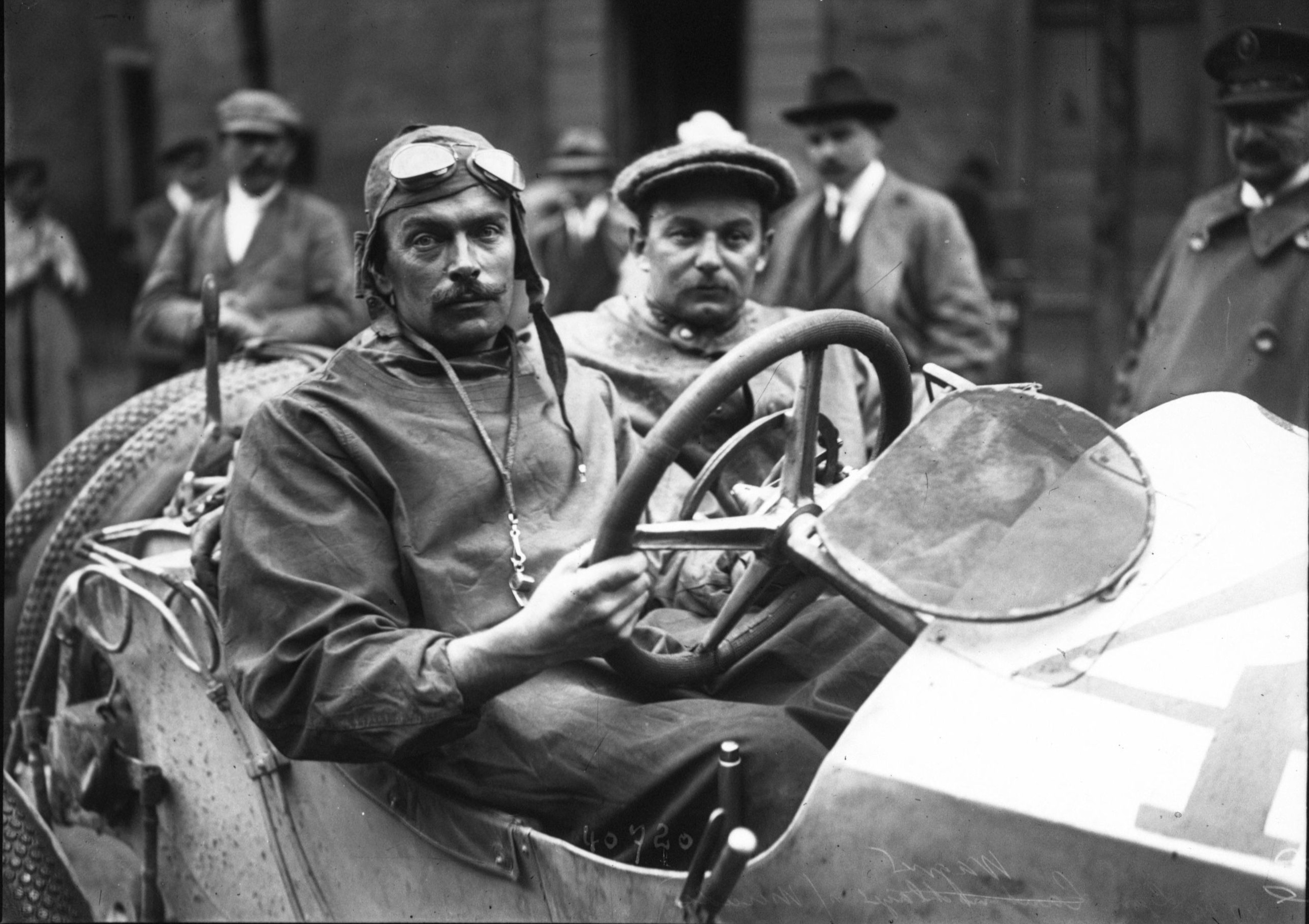
Der Zweitplatzierte Louis Wagner
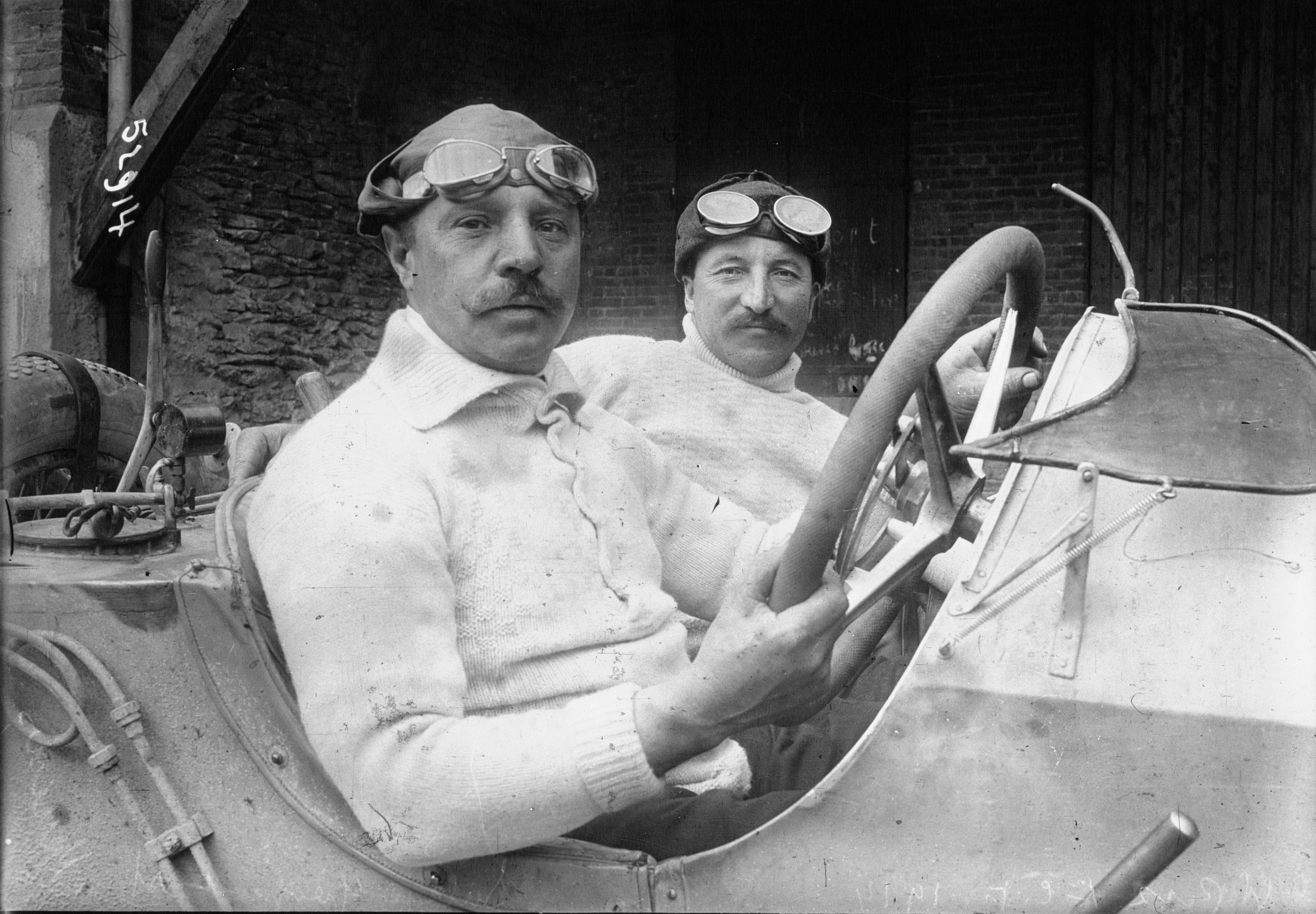
Dritter: Otto Salzer

## Ergebnisse

### Meldeliste
| Team                              | Nr.  | Fahrer                      | Info  | Chassis                    | Motor                    | Reifen |
| --------------------------------- | ---- | --------------------------- | ----- | -------------------------- | ------------------------ | ------ |
| Fernand Charron                   | 01   | Ferenc Szisz                |       | Alda                       | Alda 4.5L I4             |        |
| Fernand Charron                   | 15   | Piero Pietro                |       | Alda                       | Alda 4.5L I4             |        |
| Fernand Charron                   | 29   | Maurice Tabuteau            |       | Alda                       | Alda 4.5L I4             |        |
| Friedrich Opel                    | 02   | Carl Jörns                  |       | Opel Grand Prix Rennwagen  | Opel 4.5L I4             |        |
| Friedrich Opel                    | 16   | Emil Erndtmann              |       | Opel Grand Prix Rennwagen  | Opel 4.5L I4             |        |
| Friedrich Opel                    | 30   | Franz Breckheimer           |       | Opel Grand Prix Rennwagen  | Opel 4.5L I4             |        |
| Nagant Frères                     | 03   | Léon Elskamp                |       | Nagant                     | Nagant 4.5L I4           |        |
| Nagant Frères                     | 17   | Dragutin Esser              |       | Nagant                     | Nagant 4.5L I4           |        |
| Vauxhall Motors                   | 04   | John Hancock                |       | Vauxhall                   | Vauxhall 4.5 I4          |        |
| Vauxhall Motors                   | 18   | Ralph DePalma               |       | Vauxhall                   | Vauxhall 4.5 I4          |        |
| Vauxhall Motors                   | 31   | William Watson              |       | Vauxhall                   | Vauxhall 4.5 I4          |        |
| Automobiles et Cycles Peugeot     | 05   | Georges Boillot             |       | Peugeot EX5/L-45           | Peugeot 4.5L I4          | M      |
| Automobiles et Cycles Peugeot     | 19   | Jules Goux                  |       | Peugeot EX5/L-45           | Peugeot 4.5L I4          | M      |
| Automobiles et Cycles Peugeot     | 32   | Victor Rigal                |       | Peugeot EX5/L-45           | Peugeot 4.5L I4          | M      |
| Automobiles et Cycles Peugeot     |      | André Boillot               | RES a | Peugeot EX5/L-45           | Peugeot 4.5L I4          | M      |
| Automobiles Theo Schneider        | 06   | René Champoiseau            |       | Theo Schneider             | Th. Schneider 4.5L I4    |        |
| Automobiles Theo Schneider        | 20   | Fernand Gabriel             |       | Theo Schneider             | Th. Schneider 4.5L I4    |        |
| Automobiles Theo Schneider        | 33   | Henri Juvanon               |       | Theo Schneider             | Th. Schneider 4.5L I4    |        |
| Scacchi & C., Fabbrica Automobili | 07   | Fahrer nicht benannt        | DNA   | Cesare Scacchi             |                          |        |
| Scacchi & C., Fabbrica Automobili | 21   | Fahrer nicht benannt        | DNA   | Cesare Scacchi             |                          |        |
| Automobili Nazzaro                | 08   | Felice Nazzaro              |       | Nazzaro Tipo 3             | Nazzaro 4.5L I4          |        |
| Automobili Nazzaro                | 22   | Jean Porporato              |       | Nazzaro Tipo 3             | Nazzaro 4.5L I4          |        |
| Automobili Nazzaro                | 34   | Júlio de Moraes b           |       | Nazzaro Tipo 3             | Nazzaro 4.5L I4          |        |
| Automobiles Delage                | 09   | Paul Bablot                 |       | Delage S                   | Delage 4.5L I4           | M      |
| Automobiles Delage                | 23   | Albert Guyot                |       | Delage S                   | Delage 4.5L I4           | M      |
| Automobiles Delage                | 35   | Arthur Duray                |       | Delage S                   | Delage 4.5L I4           | M      |
| Automobiles Delage                |      | René Thomas                 | RES a | Delage S                   | Delage 4.5L I4           | M      |
| Sunbeam Motor Co                  | 10   | Jean Chassagne              |       | Sunbeam GP                 | Sunbeam 4.5L I4          |        |
| Sunbeam Motor Co                  | 24   | Dario Resta                 |       | Sunbeam GP                 | Sunbeam 4.5L I4          |        |
| Sunbeam Motor Co                  | 36   | Kenelm Lee Guinness         |       | Sunbeam GP                 | Sunbeam 4.5L I4          |        |
| Piccard-Pictet et Cie             | 11   | Paul Tournier               |       | Pic-Pic                    | Pic-Pic 4.5L I4          |        |
| Piccard-Pictet et Cie             | 25   | Thomas Clarke               |       | Pic-Pic                    | Pic-Pic 4.5L I4          |        |
| Fabbrica d’Automobili Aquila      | 12   | Eugenio Beria d’Argentine c |       | Aquila Italiana            | Aquila Italiana 4.5L I6  |        |
| Fabbrica d’Automobili Aquila      | 26   | Meo Costantini d            |       | Aquila Italiana            | Aquila Italiana 4.5L I6  |        |
| Fabbrica d’Automobili Aquila      | 37   | Fahrer nicht benannt d      | DNA   | Aquila Italiana            | Aquila Italiana 4.5L I6  |        |
| Fiat SpA                          | 13   | Alessandro Cagno            |       | Fiat S57/14B               | Fiat 4.5L I4             | P      |
| Fiat SpA                          | 27   | Antonio Fagnano             |       | Fiat S57/14B               | Fiat 4.5L I4             | P      |
| Fiat SpA                          | 38   | Jack Scales                 |       | Fiat S57/14B               | Fiat 4.5L I4             | P      |
| Daimler-Motoren-Gesellschaft      | 14 e | Max Sailer                  |       | Mercedes 18/100 Grand Prix | Mercedes M 93654 4.5L I4 | C      |
| Daimler-Motoren-Gesellschaft      | 28 f | Christian Lautenschlager    |       | Mercedes 18/100 Grand Prix | Mercedes M 93654 4.5L I4 | C      |
| Daimler-Motoren-Gesellschaft      | 39 g | Otto Salzer                 |       | Mercedes 18/100 Grand Prix | Mercedes M 93654 4.5L I4 | C      |
| Daimler-Motoren-Gesellschaft      | 40 h | Louis Wagner                |       | Mercedes 18/100 Grand Prix | Mercedes M 93654 4.5L I4 | C      |
| Daimler-Motoren-Gesellschaft      | 41   | Théodore Pilette            |       | Mercedes 18/100 Grand Prix | Mercedes M 93654 4.5L I4 | C      |

### Startreihenfolge
Die Teilnehmer wurden in der Reihenfolge der teamweise zugeordneten Startnummern paarweise in Abständen von 30 Sekunden ins Rennen geschickt. Lücken in der Reihenfolge wurden dabei nicht mit nachfolgenden Fahrern aufgefüllt.

### Rennergebnis
| Pos. | Fahrer                   | Konstrukteur    | Runden | Stopps | Zeit          | Start | Schnellste Runde | Ausfallgrund     |
| ---- | ------------------------ | --------------- | ------ | ------ | ------------- | ----- | ---------------- | ---------------- |
| 01   | Christian Lautenschlager | Mercedes        | 20     | 4      | 7:08:18,4 h   |       |                  |                  |
| 02   | Louis Wagner             | Mercedes        | 20     | 4      | + 1:35,8 min  |       |                  |                  |
| 03   | Otto Salzer              | Mercedes        | 20     | 4      | + 4:57,4 min  |       |                  |                  |
| 04   | Jules Goux               | Peugeot         | 20     | 4      | + 9:28,8 min  |       |                  |                  |
| 05   | Dario Resta              | Sunbeam         | 20     | 4      | + 19:59,0 min |       |                  |                  |
| 06   | Dragutin Esser           | Nagant          | 20     | 4      | + 32:09,8 min |       |                  |                  |
| 07   | Victor Rigal             | Peugeot         | 20     | 4      | + 36:09,8 min |       |                  |                  |
| 08   | Arthur Duray             | Delage          | 20     | 4      | + 43:13,6 min |       |                  |                  |
| 09   | René Champoiseau         | Theo Schneider  | 20     | 4      | + 58:33,2 min |       |                  |                  |
| 10   | Carl Jörns               | Opel            | 20     | 4      | + 1:08:51,2 h |       |                  |                  |
| 11   | Antonio Fagnano          | Fiat            | 20     | 4      | + 1:17:52,6 h |       |                  |                  |
| —    | Georges Boillot          | Peugeot         | 19     |        | + 1 Runde     |       |                  | Motorschaden     |
| —    | Paul Tournier            | Pic-Pic         | 18     |        | + 2 Runden    |       |                  | Ausfall          |
| —    | Jean Porporato           | Nazzaro         | 18     |        | + 2 Runden    |       |                  | Motorschaden     |
| —    | Léon Elskamp             | Nagant          | 18     |        | + 2 Runden    |       |                  | Ausfall          |
| —    | Albert Guyot             | Delage          | 18     |        | + 2 Runden    |       |                  | Motorschaden     |
| —    | Paul Bablot              | Delage          | 16     |        | + 4 Runden    |       |                  | Motorschaden     |
| —    | Emil Erndtmann           | Opel            | 12     |        | + 8 Runden    |       |                  | Ausfall          |
| —    | Franz Breckheimer        | Opel            | 12     |        | + 8 Runden    |       |                  | Ausfall          |
| —    | Jean Chassagne           | Sunbeam         | 12     |        | + 8 Runden    |       |                  | Pleuelschaden    |
| —    | Ferenc Szisz             | Alda            | 11     |        | + 9 Runden    |       |                  | Fahrer verletzt  |
| —    | Piero Pietro             | Alda            | 10     |        | + 10 Runden   |       |                  | Ausfall          |
| —    | Alessandro Cagno         | Fiat            | 10     |        | + 10 Runden   |       |                  | Ventilschaden    |
| —    | Kenelm Lee Guinness      | Sunbeam         | 9      |        | + 11 Runden   |       |                  | Motorschaden     |
| —    | Thomas Clarke            | Pic-Pic         | 8      |        | + 12 Runden   |       |                  | Ausfall          |
| —    | Henri Juvanon            | Theo Schneider  | 8      |        | + 12 Runden   |       |                  | Motorschaden     |
| —    | Júlio de Moraes          | Nazzaro         | 8      |        | + 12 Runden   |       |                  | Motorschaden     |
| —    | Fernand Gabriel          | Theo Schneider  | 8      |        | + 12 Runden   |       |                  | Motorschaden     |
| —    | Ralph DePalma            | Vauxhall        | 7      |        | + 13 Runden   |       |                  | Getriebeschaden  |
| —    | Maurice Tabuteau         | Alda            | 7      |        | + 13 Runden   |       |                  | Unfall           |
| —    | Jack Scales              | Fiat            | 7      |        | + 13 Runden   |       |                  | Kraftübertragung |
| —    | Max Sailer               | Mercedes        | 5      |        | + 15 Runden   |       | 20:06,2 min      | Motorschaden     |
| —    | Felice Nazzaro           | Nazzaro         | 3      |        | + 17 Runden   |       |                  | Motorschaden     |
| —    | Théodore Pilette         | Mercedes        | 3      |        | + 17 Runden   |       |                  | Antriebswelle    |
| —    | William Watson           | Vauxhall        | 2      |        | + 18 Runden   |       |                  | Vergaserschaden  |
| —    | John Hancock             | Vauxhall        | 1      |        | + 19 Runden   |       |                  | Motorschaden     |
| —    | Meo Costantini           | Aquila Italiana | 1      |        | + 19 Runden   |       |                  | Motorschaden     |